# Сафронов, Георгий Васильевич
Георгий Васильевич Сафронов (1915—1969) — советский военнослужащий, инженер-полковник, лауреат Сталинской премии.
Брат Сафронова Петра Васильевича.

## Биография
Поступил на службу — 7 сентября 1937 года. Окончил службу в звании полковника.
В 1951 году в числе группы инженеров получил Сталинскую премию третьей степени за создание нового образца автомобиля.
Похоронен в Москве на Донском кладбище.
Награды, полученные за время службы:
- 1942 год — Медаль «За оборону Ленинграда»
- 1943 год — Орден Красной Звезды
- 1945 год — Орден Отечественной войны второй степени
- 1945 год — Медаль «За победу над Германией в Великой Отечественной войне 1941—1945 гг.»
- 1947 год — Медаль «За боевые заслуги»
- 1953 год — Орден Красной Звезды